# Lios Póil
Lios Póil (en anglès Lispole) és una vila d'Irlanda, a la Gaeltacht del comtat de Kerry, a la província de Munster. Es troba a la península de Dingle, 5 milles a l'est de Dingle i 25 milles a l'oest de Tralee.

## Personatges
- Lispole és el lloc de naixement de Joe Higgins, diputat del Partit Socialista al Dáil Éireann per Dublin Oest.
- Kinard, Lispole és el lloc de naixement del revolucionari Thomas Ashe (Tomás Ághas).